# 댄 오배넌

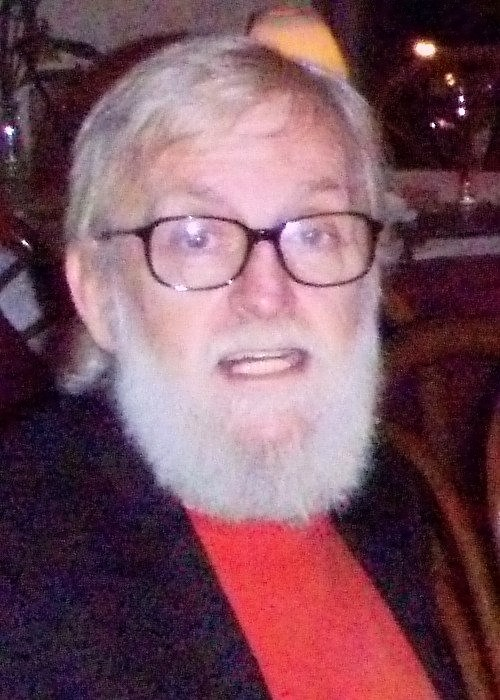

댄 오배넌(Daniel Thomas O'Bannon, 1946년 9월 30일 ~ 2009년 12월 17일)는 미국의 각본가, 영화배우, 영화 감독, 배우, 영상 편집자, SF 작가이다.
세인트루이스에서 태어났으며 로스앤젤레스에서 사망하였다. 사인은 크론병이다.

## 영화
- 뫼비우스: 라이프 인 픽처 (2007년)
- 에이리언 VS. 프레데터 (2004년)
- 딜리버링 마일로 (2001년)
- 헤모글로빈 (1997년)
- 에이리언 4 (1997년)
- 스크리머스 (1995년)
- 에이리언 3 (1992년)
- 어둠의 부활 (1991년)
- 토탈 리콜 (1990년)
- 화성에서 온 침입자 (1986년)
- 에이리언 2 (1986년)
- 바탈리언 (1985년)
- 뱀파이어 (1985년)
- 블루 썬더 (1983년)
- 죽음과 매장 (1981년)
- 헤비 메탈 (1981년)
- 에이리언 (1979년)
- 다크 스타 (1974년)